# グライフェンベルク
グライフェンベルク (ドイツ語: Greifenberg) は、ドイツ連邦共和国バイエルン州オーバーバイエルン行政管区のランツベルク・アム・レヒ郡に属す町村（以下、本項では便宜上「町」と記述する）で、ショーンドルフ・アム・アンマーゼー行政共同体を構成する自治体の一つである。

## 地理

### 位置
グライフェンベルクはアンマー湖畔のアンマー氷河のモレーン上に位置している。連邦アウトバーンA96号線（リンダウ - ミュンヘン）および鉄道アウクスブルク - ゲルテンドルフ - ヴァイルハイム線に面し、郡庁所在地のランツベルク・アム・レヒから東に約17km、ミュンヘンから西に40kmの距離にある。

### 自治体の構成
この町は、公式には4つの地区 (Ort) からなる。このうち小集落や孤立農場などを除く集落を以下に列記する。
- ボイエルン（1978年5月1日から）
- グライフェンベルク（ファルロッホとテレジエンバート）
- ノイグライフェンベルク

## 歴史
この町の古代史についてはよく解っていない。発掘された遺跡、出土品および周辺地域の地名からグライフェンベルク全域が先史時代から定住地になっていたと推定される。近隣にはハルシュタット期の14の丘陵墓が見つかっており、2500年前から定住者があったことが示されている。紀元前500年頃までここにはおそらくイリリア人が住んでいたが、その後ケルト人によってアルプスの渓谷や東方に追いやられた。グライフェンベルクの東側の耕作地で発見されたコインは、ローマ人の存在を証明している。600年頃にはアレマン人がアンマー湖周辺地方に進出した。
グライフェンベルクの集落自体は、10世紀前半にアムパー川からパール川までの所領を治めたアンデクス伯によって創設されたと考えられる。1248年に最後のアンデクス伯が亡くなった時、洗礼名 Grypho (Gripho, Griffo, Greiff) というミニステリアーレ一門の相続財に城砦があった。グライフは家門名で、相続した城砦はグライフェンベルクと呼ばれた。グリフォ・デ・アンデクスがグライフェンベルクの獲得者で創始者と見なされている。この名前は、1230年のシェイエルンへの寄進状にメラン公オットーの家人・封臣として記録されており、1257年にはグリフォ・デ・グライフェンベルクとして現れる。1396年にハンス・デア・グライフはジギスムント王の十字軍に参加し、ハンガリーでオスマン帝国と戦った。ニコポリスの戦いは十字軍騎士団の深刻な敗北で終わり、勝利したスルタンのバヤズィト1世は何千人もの騎士や従者を処刑した。こうした中でハンス・デア・グライフも、その家門の最期を迎えた。
グライフェンベルク城砦は遺産としてシュヴァイカー・フォン・グンデルフィンゲンのものとなり、1404年に彼はこれを相続した。ゲオルク・フォン・グンデルフィンゲンはグライフェンベルクを獲得したが、早くも1410年にはこの城砦をバイエルン家の一族に売却している。エルハルト・フォン・パーファルがヴォルフガング公の城代としてこれを領し、1478年にはこの城とその保護領を併せたホーフマルク（農場の共同体としての村）全体を4000グルデンで購入した。1507年にバイエルン公兄弟は最終的にホーフマルク・グライフェンベルクをエルハルト・フォン・パーファルに売却し、「自由私有地」とした。これ以後、パーファル家が代々グライフェンベルクの領主を相続し、1849年までは裁判権をも行使した。裁判所の建物の前には、その象徴として1442年製の石の判事席が1959年まで置かれていた。
1849年にこの地の世襲権は廃止され、裁判権はすべてランツベルクの地方裁判所、現在の区裁判所に帰属することとなった。
1935年、グライフェンベルクにドイツ女子同盟 (BDM) の "Obergauführerinnenschule ‚Hochland"（指導者養成学校）が創設された。

## 住民

### 人口推移
人口推移は以下の通り。いずれも各年の6月30日現在の人口である。
| 年   | 人口（人） |
| ---- | ---------- |
| 1970 | 830        |
| 1987 | 1,243      |
| 2000 | 1,791      |
| 2002 | 1,910      |
| 2005 | 2,036      |
| 2006 | 2,048      |
| 2007 | 2,083      |

### 宗教
- ルター派のディーセン＝ウッティンゲン教区（グライフェンベルクを管轄している）
- カトリックのグライフェンベルク司祭区

## 行政
町長はパトリシア・ミュラー (L(i)ebenswerte Dorf) である。町議会は14議席からなる。

### 紋章
この町は、1962年に郡長ベルンハルト・ミュラー＝ハールが提案した紋章を採用した。
図柄: 左右二分割。向かって左は銀地で赤い三峰の山の上を左向き（向かって右向き）に歩く黒いクマ。これはパーファル家の紋章である。向かって右は3本の波状の分割線で斜めに区切られて入れ替わる赤と銀のストライプ模様。これはグライフェン家の紋章である。この町の旗は赤 - 白 - 黒で、紋章の色に対応している。

## 経済と社会資本

### 経済
町の北側、アウトバーンA96号線沿いに広さ30haの産業地区が設けられている。ただしこのうち17haは利用されていない。

### 施設
- ショッピングセンター: 1990年代中頃に町の中心部にショッピングセンターが設けられた。ここにはディスカウントショップ、食料品店、パン屋、肉屋、一般医、婦人科医、皮膚科医、歯科医、獣医、薬局、貯蓄銀行、ライフアイゼン農業信用金庫がある。
- 屋外温水プールとフィットネスセンター: A96号線のすぐ脇に3つの温水プール（26℃）、温室、日光浴室、日光浴用芝生スペース、食堂、売店からなる屋外温水プール施設がある。この隣には私営のフィットネスセンターがある。
- ツーリズムビューロ・ショーンドルフ
- 司祭館 - ルパート・マイヤー・ハウス: この建物は青年団や町の催しに利用され開放される。

### 年中行事
- 4月 情報産業展
- 8月の第1週末 住民祭

### 教育
- 基礎課程学校
- ギムナジウム: 町内にはなく、ショーンドルフ・アム・アンマーゼーのラントハイム・ショイーンドルフ、ザンクト・オッティリエン（エレージング）のラバヌス・マウルス・ギムナジウム、ディーセン・アム・アンマーゼーのアンマーゼー・ギムナジウムで学ぶ。
- アンマーゼー・ノルトヴェスト市民大学: この市民大学はウッティング・アム・アンマーゼーとショーンドルフ・アム・アンマーゼー行政共同体により運営されている。

## 引用
1. ↑  https://www.statistikdaten.bayern.de/genesis/online?operation=result&code=12411-003r&leerzeilen=false&language=de Genesis-Online-Datenbank des Bayerischen Landesamtes für Statistik Tabelle 12411-003r Fortschreibung des Bevölkerungsstandes: Gemeinden, Stichtag (Einwohnerzahlen auf Grundlage des Zensus 2011)
2. ↑  Bayerische Landesbibliothek Online
3. ↑  グライフェンベルク